# Bidonì
Bidonì es una localidad italiana situada en la provincia de Oristán, en Cerdeña. Tiene una población estimada, a fines de enero de 2022, de 127 habitantes.

## Evolución demográfica
| Gráfica de evolución demográfica de Bidonì entre 1861 y 2022 |
|                                                              |
| Fuente ISTAT - elaboración gráfica de Wikipedia              |